# .243 Winchester
El .243 Winchester (o 6,17 × 51mm) és un popular cartutx per a fusells emprat tant per a tir esportiu com per a la caça d'animals petits i/o mitjans.

## Història
Aquest cartutx va ser introduït el 1955 per al fusell de forrellat Winchester Model 70 i el de fusell de palanca Winchester Model 88, guanyant ràpidament popularitat arreu del món.